# The Marshall Mathers LP
The Marshall Mathers LP és el segon àlbum d'Eminem, de l'any 2000. Va ser tot un èxit, venent 1.7 milions de còpies només en la primera setmana. "The Real Slim Shady" va ser el primer single del disc.

## Llista de cançons
1. "Public Service Announcement 2000"
2. "Kill You"
3. "Stan"
4. "Paul (Skit)"
5. "Who Knew"
6. "Steve Berman"
7. "The Way I Am"
8. "The Real Slim Shady"
9. "Remember Me?"
10. "I'm Back"
11. "Marshall Mathers"
12. "Ken Kaniff (Skit)"
13. "Drug Ballad"
14. "Amityville"
15. "Bitch Please II"
16. "Kim"
17. "Under The Influence"
18. "Criminal"

## Guardons
Premis
- 2015: Grammy al millor àlbum de rap

Nominacions
- 2001: Grammy a l'àlbum de l'any